# Robert Taylor Pritchett
Robert Taylor Pritchett (24 de fevereiro de 1828 — 16 de junho de 1907 (79 anos)), foi um fabricante de armas, artista e ilustrador. Como artista, ele pintou cerimônias reais para a Rainha Vitória e ilustrou o livro "The Voyage of the Beagle", de Darwin.

## Juventude e carreira
Ele era filho de Richard Ellis Pritchet e sua esposa Ann Dumbleton; seu pai era o chefe da firma de fabricantes de armas em Enfield, que fornecia armas para a Companhia das Índias Orientais e para o Conselho de Armas. Depois de deixar a King's College School, Robert entrou na empresa de seu pai. Em 1852 ele conheceu o designer de rifles William Ellis Metford; a "bala de Pritchett", com uma base oca e desconectada, que ele e Metford inventaram em 1853, trouxe-lhe fama e um prêmio de £ 1000 do governo por sua adoção pelo comitê de armas pequenas. Já em 1854, Pritchett estava usando seu rifle de três ranhuras de sua própria invenção.
A abolição da Companhia das Índias Orientais em 1858 privou a firma de Pritchett de seu principal cliente, e ele buscou outros interesses; mas por alguns anos ele manteve contato com assuntos militares sobre rifles (em parte através dos Victoria Rifles, corpo ao qual ele se juntou na sua fundação em 1853), e ele deu palestras sobre armas de fogo e rifles no Working Men's College e em outros lugares. Em 1854, ele se interessou pela fundação desse colégio, do qual Frederick Denison Maurice e Charles Kingsley foram os pioneiros. Ele permaneceu como "liveryman" da Gunmakers' Company até sua morte.

## Arte

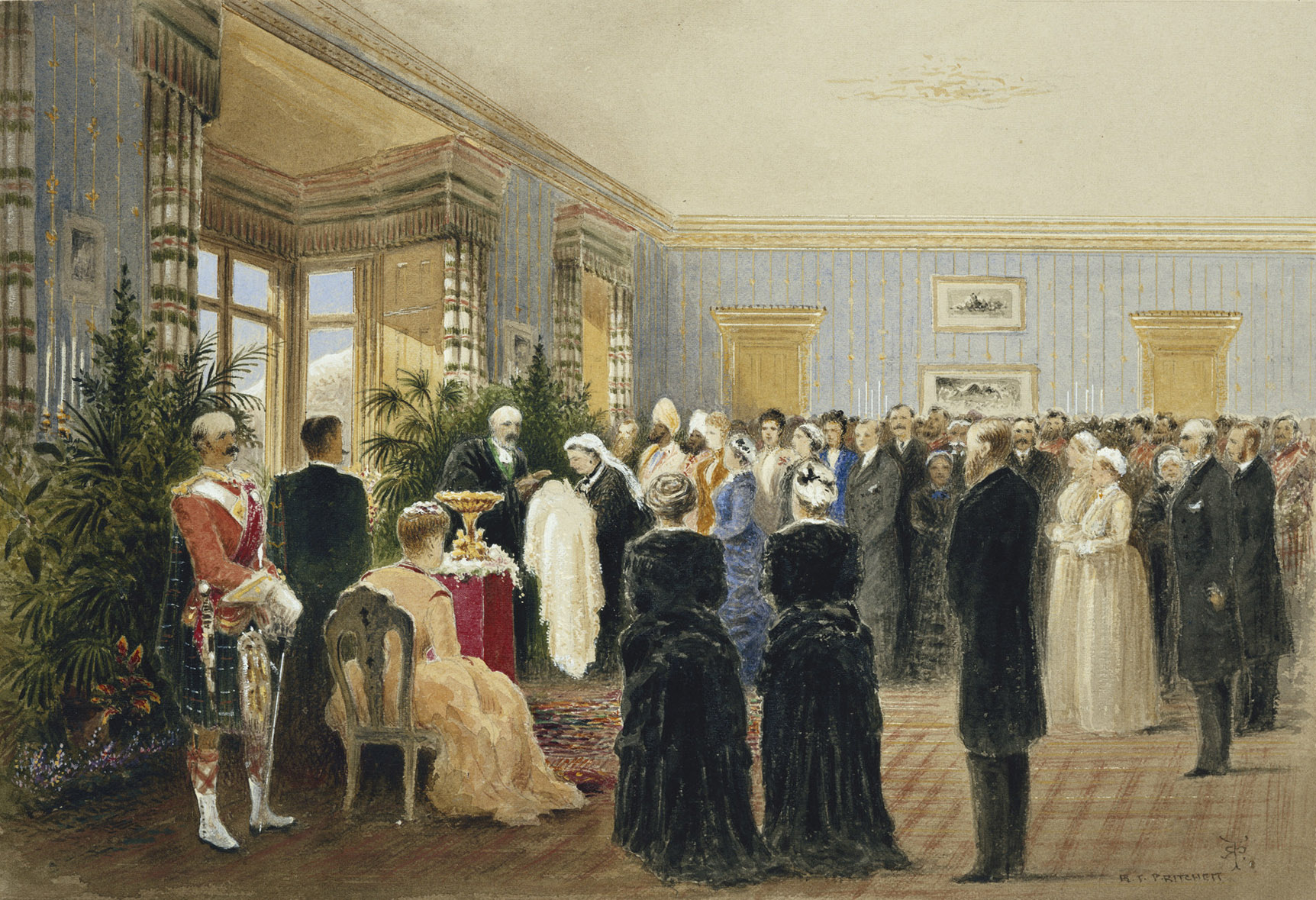
"Batismo da Princesa Victoria Eugenie de Battenberg na sala de estar do Castelo de Balmoral" (1887).

A arte era uma ocupação importante. Ele exibiu vistas da Bélgica e da Bretanha na "Royal Academy of Arts" em 1851 e 1852. Ele fez amizade com John Leech, Charles Keene e Birket Foster. Através de John Tenniel, ele se juntou à equipe da Punch, para a qual executou cerca de 26 desenhos entre 1863 e 1869. Em 1865 ele esboçou a "Skye and the Hebrides", e no ano seguinte executou 100 ilustrações para a Cassell, Petter and Galpin.
Em 1868, após uma visita à Holanda, ele recebeu uma comissão pelo trabalho de Thomas Agnew & Sons, que mostrou uma coleção de suas fotos em suas galerias em 1869. Uma foto foi comprada pela Rainha Vitória, e ele logo foi empregado em muitos desenhos em aquarela de funções reais, do "Dia de Ação de Graças" em 1872 ao funeral da Rainha Vitória em 1901. Ele retornou à Holanda, onde jantou no "Het Loo Palace" com o Rei Leopoldo II da Bélgica e conheceu o pintor Jozef Israëls. Em 1869 e 1871, ele exibiu cenas de Scheveningen na Royal Academy e, no último ano, publicou "Brush Notes in Holland" e fez numerosos esboços inspirado pela Comuna de Paris. Após uma visita à Noruega em 1874-75, ele publicou "Gamle Norge" (1878).

## Cruzeiros
Em 1880, ele viajou ao redor do mundo com o Sr. e a Sra. Joseph Lambert em seu iate "The Wanderer" e ilustrou seu livro "The Voyage of the Wanderer" (1883). Em 1883 e 1885 juntou-se como artista às viagens de Thomas (posteriormente Earl) e Lady Brassey no iate Sunbeam, e muitos de seus desenhos apareceram em "In the Trades, the Tropics and the Roaring Forties" (1885) e "The Last Voyage of the Sunbeam" (1889).

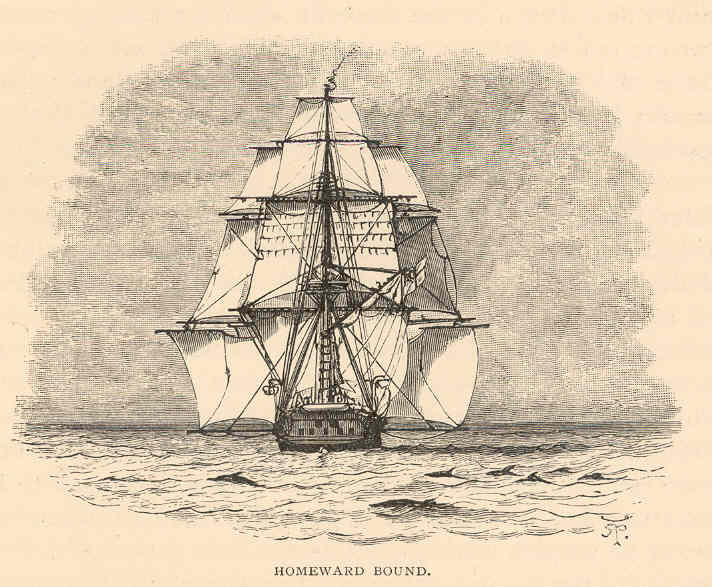
"Homeward Bound", do livro
The Voyage of the Beagle (1890).

## Ilustraçoes
Pritchett desenhou ilustrações para "Good Words" em 1881 e 1882 e fez desenhos para "H. R. Mills's General Geography" (1888) e para a edição de 1890 de "The Voyage of the Beagle", de Charles Darwin. Exposições de seu trabalho repetiram-se em Londres entre 1884 e 1890, e ele deu palestras sobre suas viagens. Ele era um velejador entusiasta e um especialista em iates e embarcações de todos os tipos. Ele ilustrou os volumes da "The Voyage of the Beagle" sobre embarcações (1894) e "Sea Fishing" (1895), e escreveu muito do texto do primeiro. Seus esboços de caneta e lápis de transporte e artesanato em todo o mundo apareceram pela primeira vez em 1899. Um colecionador de curiosidades, ele era uma autoridade em armaduras antigas e publicou em 1890 um relato ilustrado de sua coleção de cachimbos em "Smokiana (Pipes of All Nations)" Ele teve mais sucesso em preto e branco do que em aquarela; seus desenhos de embarcações são notáveis pela precisão técnica.

## Últimos anos
Pritchett residiu por muitos anos em The Sands, Swindon, e posteriormente em Burghfield, Berkshire, onde morreu em 16 de junho de 1907; ele foi enterrado no cemitério da paróquia. Sua esposa, Louisa Kezia McRae (falecida em 1899), com quem ele se casou em 1857, seu filho Ellis (falecido em 1905) e sua filha Marian faleceram antes dele.
Com exceção de alguns "netsuquê", que legou ao Victoria and Albert Museum, e alguns emblemas de prata da Ligue des Gueux, que deixou para o Museu Britânico, a maior parte de suas curiosidades, junto com alguns de seus desenhos, foram vendidas por leilão pela Haslam & Son em Reading em outubro de 1907; alguns de seus cachimbos foram posteriormente dispersos pela venda em Londres.